# Heinz Felfe
Heinz Felfe (Dresden, Alemanha, 18 de março de 1918 — 8 de maio de 2008, Moscou) era um antigo Obersturmführer (Primeiro-tenente) da SS, que após a Segunda Guerra Mundial trabalhou para o Serviço Federal de Inteligência da Alemanha, antes de ser desmascarado como espião soviético e preso.

## Biografia
Felfe era mecânico de precisão. Em 1931 adere à Juventude Hitlerista e em 1936 alista-se nas SS. Em 1939 torna-se guarda-costas de dignitários do partido nazi. É aí que obtém formação como agente secreto.
Em 1943 entra para a SD, o serviço de segurança da SS, e em agosto de 1943 é já chefe de unidade na Suíça. Em 1944 é promovido a Obersturmführer e enviado aos Países Baixos.

### Após 1945
Até 1946, Felfe era prisioneiro de guerra britânico. Trabalhou depois, e durante pouco tempo, para o MI6 em Münster como colaborador (reportou, entre outros, sobre as atividades comunistas na Universidade de Colónia), mas os ingleses deixam-no por suspeitas de ser um agente duplo. Depois, participa dos interrogatórios de polícias da Alemanha do leste que escaparam da República Democrática Alemã. Na primavera de 1950, é recrutado pela KGB (o seu pseudônimo era "Paul").

### Após 1961
Em 1961, Felfe foi desmascarado enquanto espião do KGB, e preso no dia 6 de novembro.
Felfe é condenado em 1963 a quatorze anos de prisão, mas obtém a liberdade numa troca de agentes secretos.